# Улица Клоостриметса
Улица Кло́остриметса, также Кло́остриметса-те́э и Кло́остриметса те́э (эст. Kloostrimetsa tee — улица Монастырского леса) — улица в Таллине, столице Эстонии. 

## География
Проходит между улицами Меривялья и Пярнамяэ в микрорайонах Клоостриметса, Лайакюла, Лепику и Пирита. Является одной из распределительных магистралей городского района Пирита. 
Протяжённость — 3912 метров.

## История
Своё название улица получила в 1934 году по одноимённому микрорайону, большую часть которого покрывает парковый лес, который начинается от монастыря Святой Бригитты.

## Общественный транспорт
По улице курсируют городские автобусы маршрутов № 34, 38, 49.

## Застройка
Улица Клоостриметса имеет редкую малоэтажную застройку; в основном это частные жилые дома и рядные дома.
Важнейшие объекты:
- Kloostrimetsa tee 33 — кладбище Метсакальмисту. Часовня кладбища построена в 1936 году и внесена в Государственный регистр памятников культуры Эстонии как памятник архитектуры[9];
- Kloostrimetsa tee 44 — Таллинский ботанический сад;
- Kloostrimetsa tee 52 — административное здание Таллинского ботанического сада, проект 1979 года архитектора Юлеви Эльянд (Ülevi Eljand), строительство завершено в 1988 году;
- Kloostrimetsa tee 58А — Таллинская телебашня.

Улица Клоостриметса
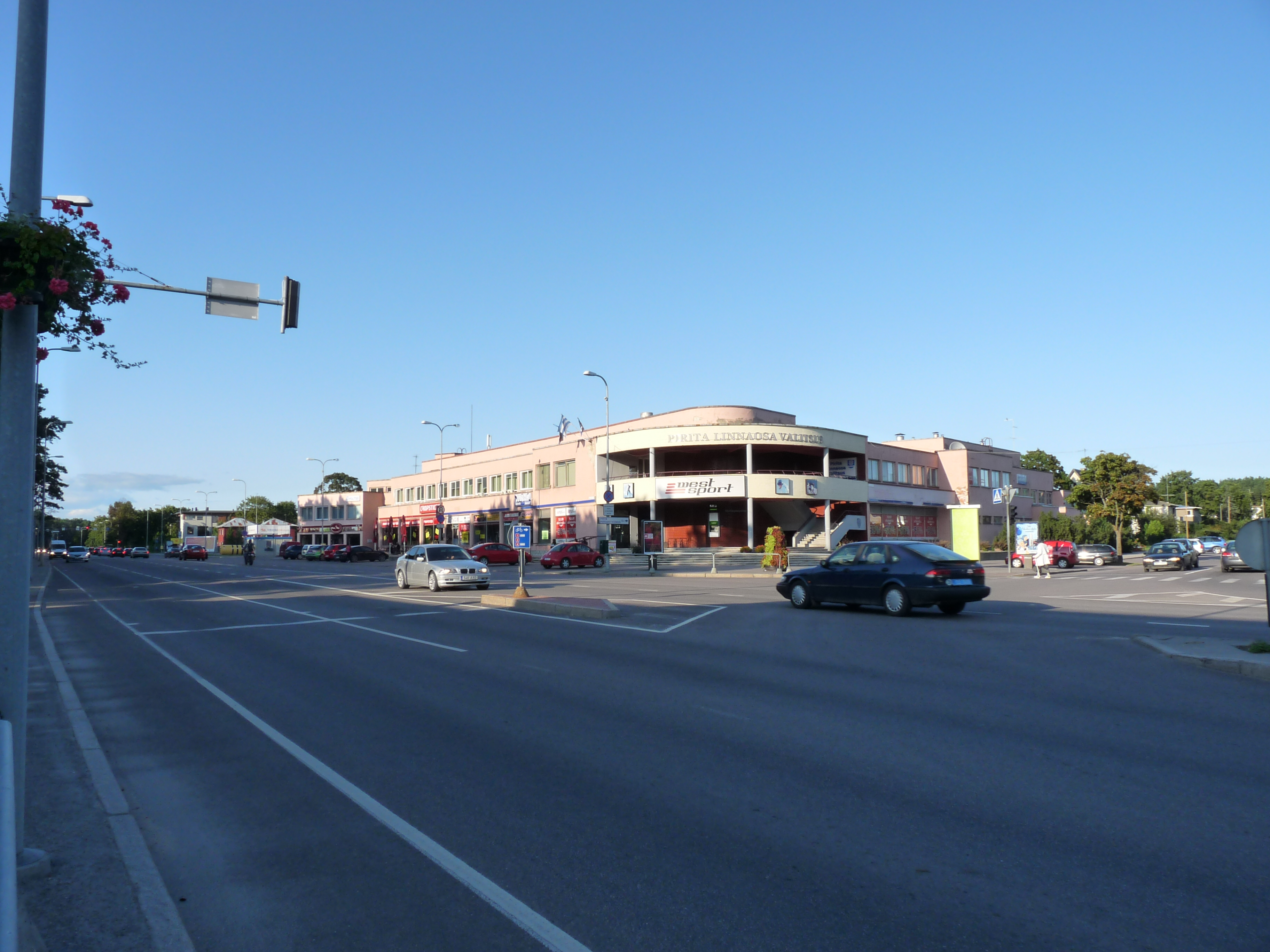
Улица Меривялья и начало улицы Клоостриметса (справа)
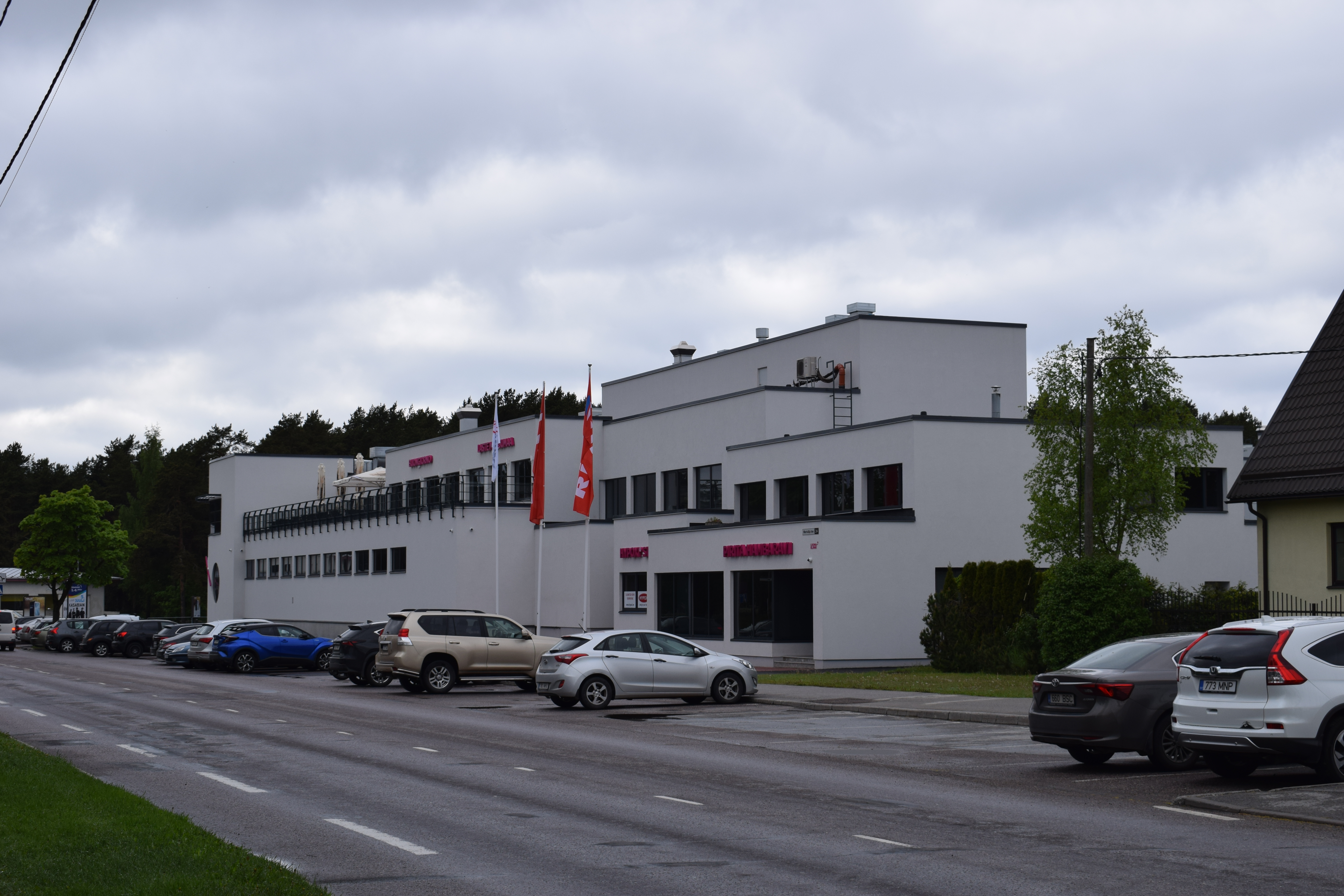
Начало улицы Клоостриметса
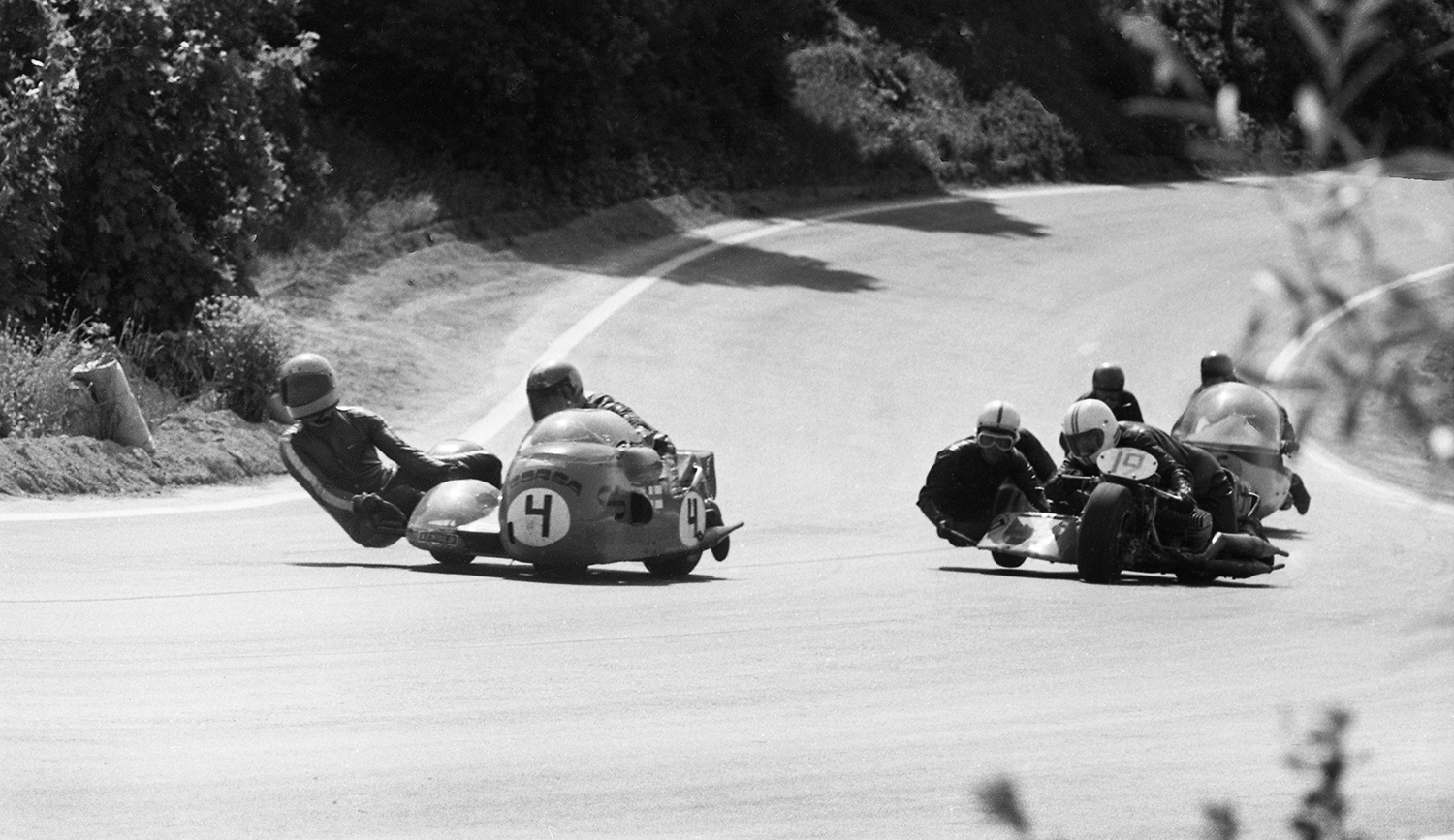
Мотогонки по трассе Пирита-Козе-Клоостриметса, 1970-е годы
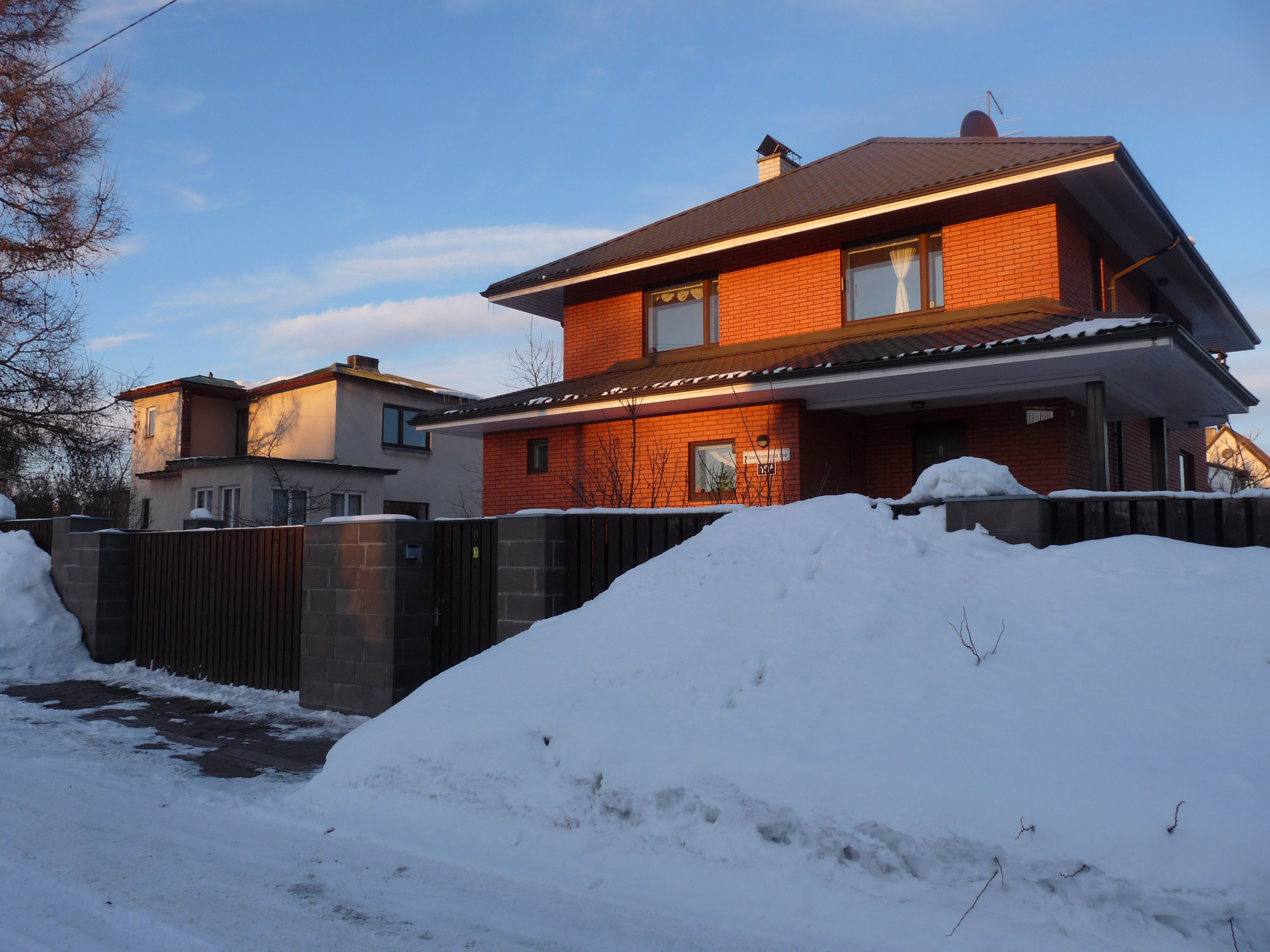
Дом 10А, март 2010 года
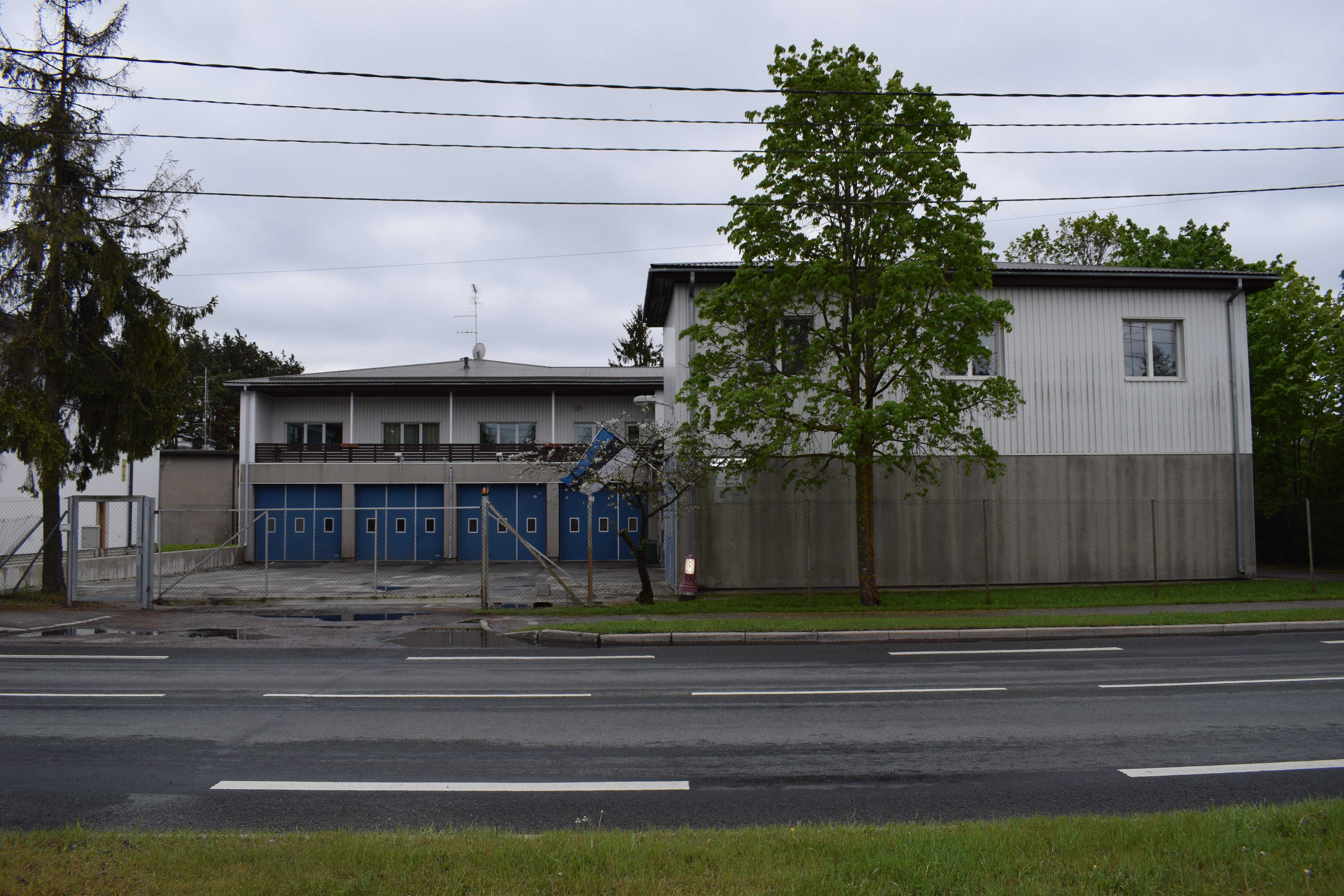
Дом 22, здание спасательной команды Пирита
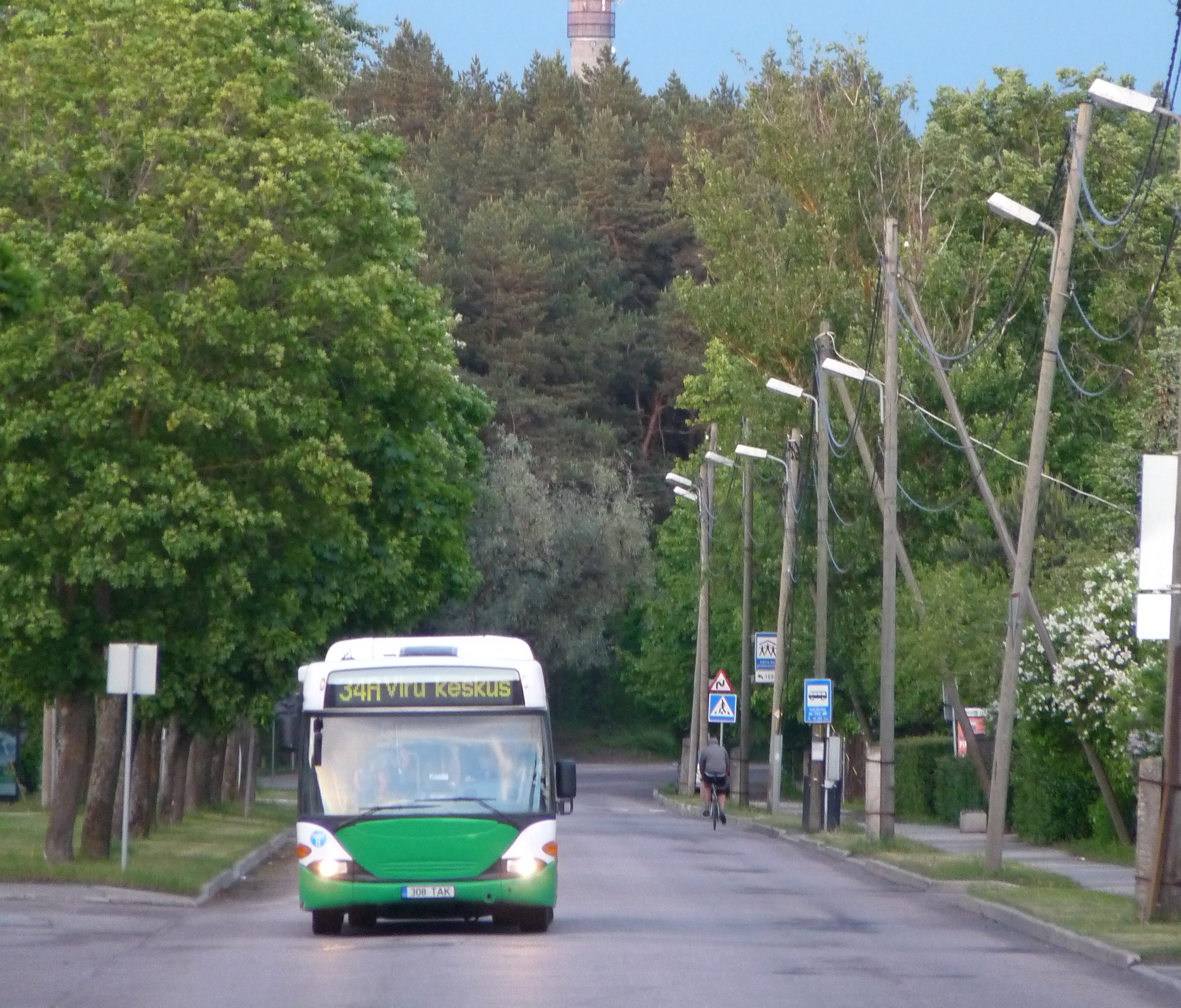
Перед въездом в лесопарк Клоостриметс
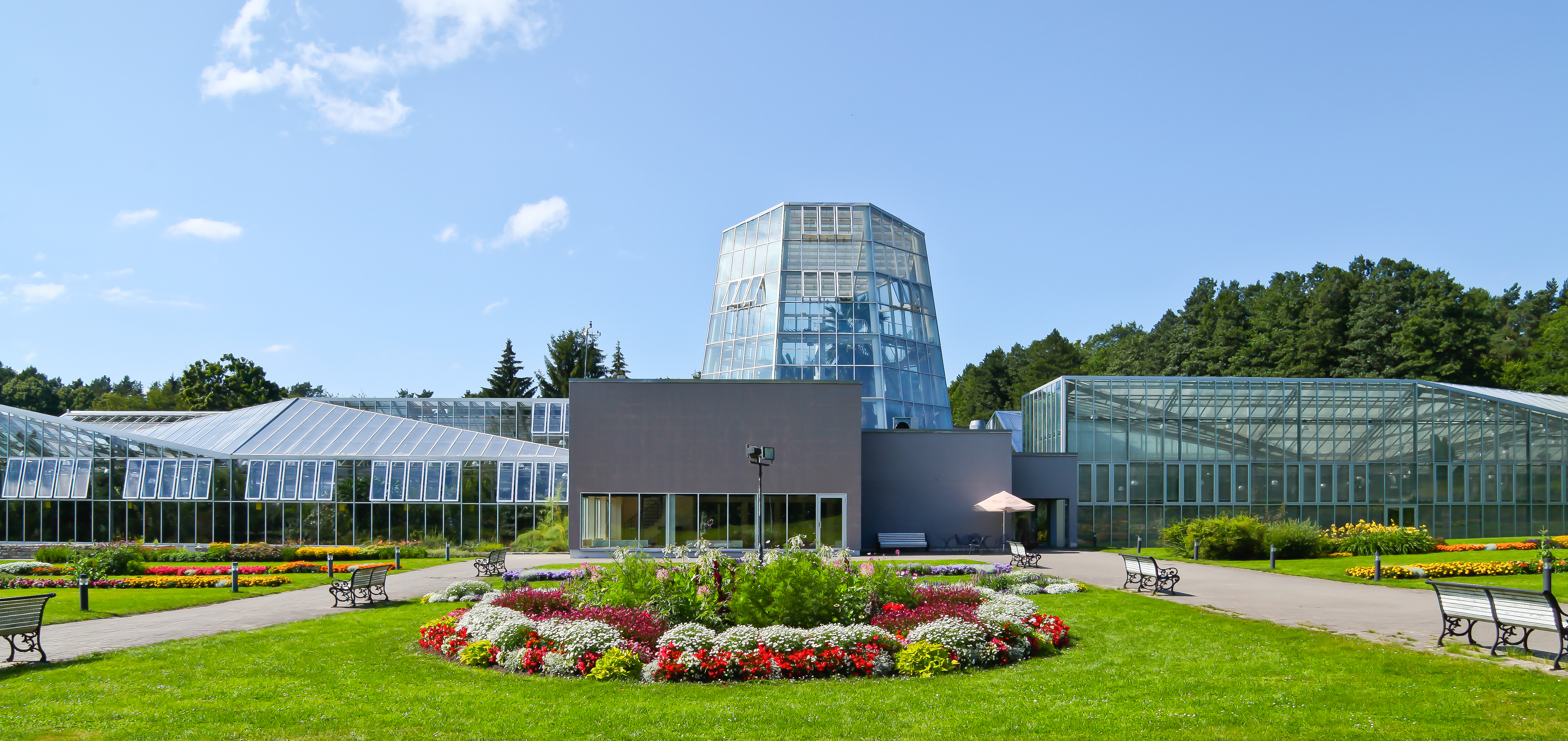
Таллинский ботанический сад
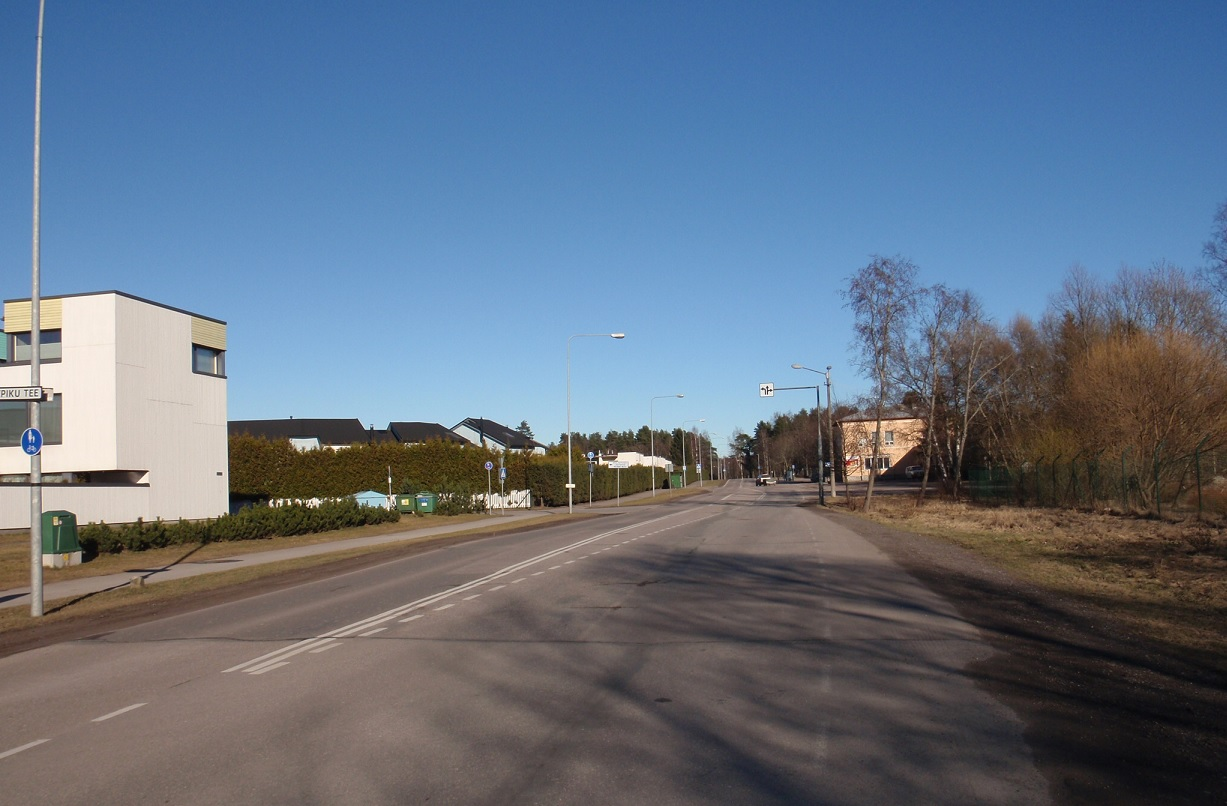
Микрорайон Лепику
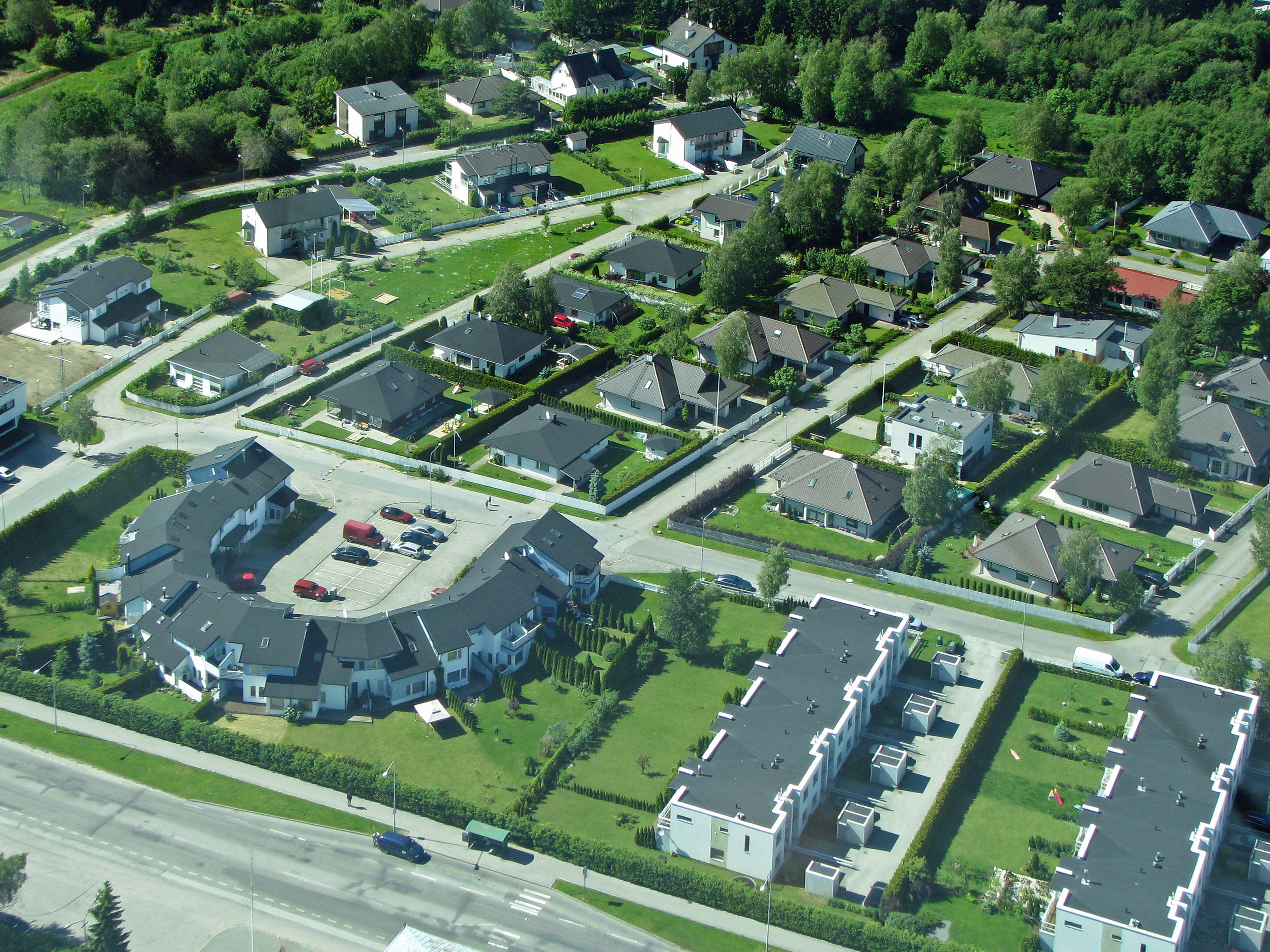
Жилые дома рядом с улицей в микрорайоне Лепику
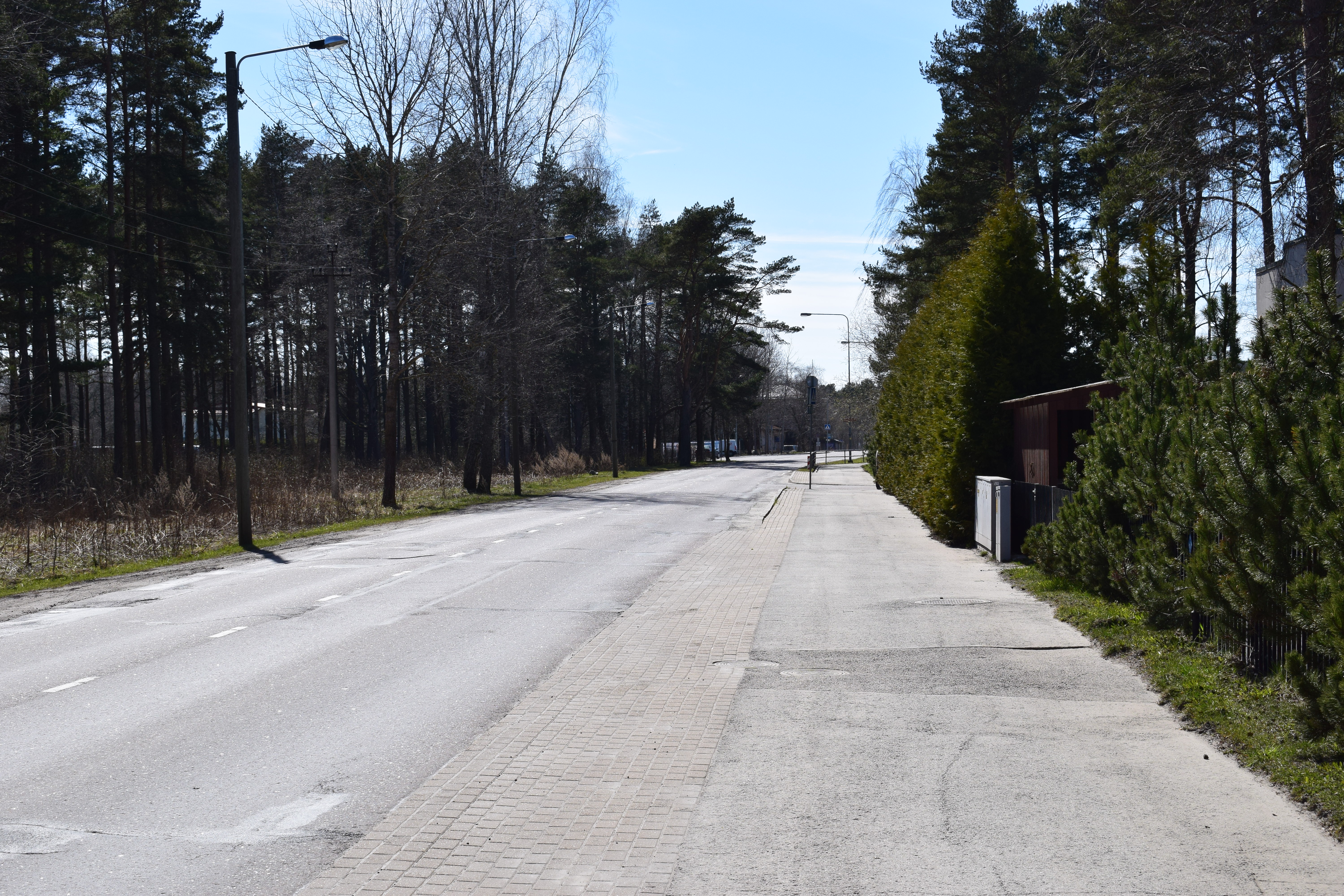
Конечный отрезок улицы